# Josaphat (Juda)
Pour les articles homonymes, voir Josaphat.
Selon la Bible, Josaphat (en hébreu יְהוֹשָׁפָט (Yehôshāphāt) : « YHWH a jugé », en grec ᾿Ιωσαφὰτ (Iôsaphat), en latin Iosaphat), fils d'Asa, a été roi de Juda durant 25 ans, au début du IXe siècle av. J.-C. Son règne fut marqué par un rapprochement entre les royaumes de Juda et d'Israël.

## Biographie
La seule source explicite dont on dispose sur Josaphat est la Bible,.
Fils d'Asa et d'Azuba, fille de Shilhi, il succéda à son père à l'âge de 35 ans. La Bible le décrit comme un roi qui, à l'instar de son père, fit « ce qui est droit aux yeux de l’Éternel »
. Selon certains auteurs (E. R. Thiele, par exemple), il régna avec son père durant la maladie de ce dernier, avant de lui succéder. 
Il eut sept fils : Joram, l'aîné ; Azaria, Yehiel, Zacharie, Azaryahu, Mikaël et Shephatyahu. Il leur laissa un héritage conséquent. Joram régna sans doute avec lui durant cinq ans, puis lui succéda[réf. souhaitée].

### Politique diplomatique et militaire

#### Attitude vis-à-vis d'Israël
Son rapprochement avec le royaume d'Israël se concrétisa par des visites au roi Achab, par une alliance militaire entre les deux royaumes, et par le mariage de son fils Joram avec une fille de la maison d'Omri, Athalie, fille ou sœur d'Achab.
La ville de Ramoth en Galaad étant aux mains de Ben-Hadad, roi d'Aram, Achab convia Josaphat à se joindre à lui pour la reprendre. Josaphat accepte mais demande à consulter Dieu, par l'intermédiaire des prophètes. Quatre cents prophètes de l'entourage d'Achab prédirent le succès, mais Josaphat demanda à consulter un autre prophète. Achab fit alors appeler le prophète Michée, fils de Yimla, malgré sa rancœur à son égard. Michée prédit la défaite, mais Achab refusa de le croire et le fit arrêter. Les deux rois partirent alors à la guerre, mais malgré le stratagème d'un Achab déguisé, vraisemblablement pour se protéger aux dépens de Josaphat, les armées d'Aram, qui avaient pour ordre de se focaliser sur le roi d'Israël, finirent par le reconnaître. Achab fut mortellement touché alors que le roi de Juda fut épargné.

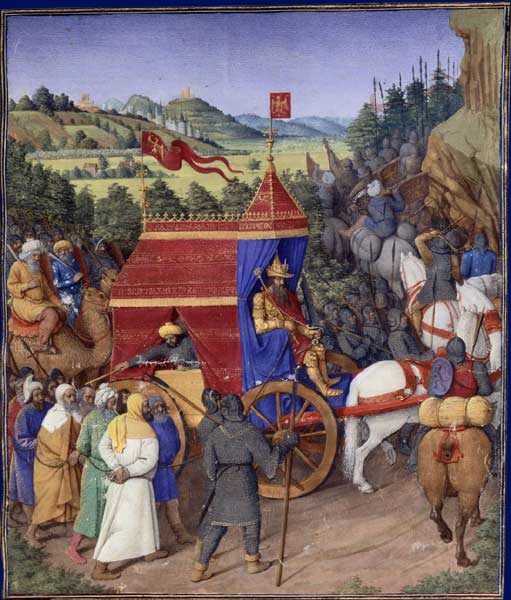
Triomphe de Josaphat sur Hadad, roi d'Aram. Enluminure de Jean Fouquet (vers 1470) dans un manuscrit des Antiquités juives de Flavius Josèphe.

Josaphat fit construire des « vaisseaux de Tarsis » pour aller chercher l'or d'Ophir, mais ces vaisseaux sombrèrent à Ezion-Geber (près de l'actuelle Eilat). Selon le Premier livre des Rois, Josaphat refusa l'offre d'Ochozias, roi d'Israël, qui voulait participer à l'expédition. Mais selon le Chroniste,, l'échec de celle-ci est une punition divine après que Josaphat s'est associé à Ochozias pour construire cette flotte. Il est possible que ces deux passages constituent une comparaison entre Josaphat et son illustre ancêtre Salomon.
Dans un récit relativement proche de celui de la guerre menée avec Achab contre Aram, le Deuxième livre des Rois raconte la guerre menée par Josaphat au sein d'une alliance regroupant avec lui Joram, roi d'Israël et le roi d'Édom, contre Mesha, roi de Moab, vassal rebelle d'Israël. L'armée étant assoiffée, Josaphat demanda à consulter un prophète de Dieu. Les trois rois alliés allèrent donc consulter le prophète Élisée, qui ne les reçut que par égard pour Josaphat, et leur prédit la victoire. En effet, Moab fut battue, et les Israélites ravagèrent le pays jusqu'à Qir-Hérès, capitale de Moab. Là, Mesha, défait militairement, sacrifia son propre fils, ce qui était abominable aux yeux des Israélites, qui rentrèrent chez eux[réf. souhaitée].

#### Attitude vis-à-vis des peuples non hébraïques
Josaphat participa à plusieurs guerres contre ses voisins dans le cadre de son alliance avec le Royaume du Nord. De plus, le Deuxième livre des Chroniques contient le récit, sans parallèle dans les livres des Rois, d'une guerre contre Moab, Ammon et les « Maonites » (ou « Méûnites »), qui l'attaquaient. Avertis de l'approche de cette coalition, le roi et son peuple prennent peur et se tournent vers Dieu. Un prophète les exhorta à marcher vers l'ennemi, ce qu'ils firent. Ils n'arrivèrent face à eux que pour constater leur anéantissement, pillèrent leurs richesses et revinrent à Jérusalem.

### Politique religieuse et administrative
Roi pieux comme son père Asa, Josaphat poursuivit son œuvre en matière religieuse, en particulier en luttant contre la prostitution sacrée. On ne sait pas trop s'il « fit encore disparaître de Juda les hauts lieux et les idoles », ou si « les hauts lieux ne disparurent point, et le peuple n'avait point encore le cœur fermement attaché au Dieu de ses pères ».[pas clair]
Selon le Chroniste, la troisième année de son règne, il envoya des militaires et des religieux enseigner la Loi à tout le peuple de Juda. Toujours selon le Chroniste, il établit dans son royaume une administration judiciaire et religieuse, et en particulier des juges. On retrouve dans les lois deutéronomiques des traces de cette réforme.

### Mentions postérieures
En plus des habituelles mentions à visées chronologiques ou généalogiques, certaines montrent que, au moins pour le Chroniste, Josaphat est resté dans les mémoires comme un modèle de roi fidèle à Dieu.

## Éclairages archéologiques
Si aucune trace archéologique n'évoque le roi Josaphat, on peut, à l'aide de monuments contemporains, lire les passages bibliques le concernant sous un angle différent.
La stèle de Mesha vient confirmer qu'après la mort d'Omri (le père d'Achab), un roi de Moab nommé Mesha s'est révolté contre le roi d'Israël, mais ne mentionne pas sa défaite contre une coalition incluant le roi de Juda. Cette stèle, la stèle de Tel Dan et le monolithe de Kurkh évoquent tous plus ou moins explicitement la figure d'Achab. Le monolithe de Kurkh suggère même qu'il a pu compter parmi les principaux chefs de la coalition qui affronta les armées assyriennes lors de la bataille de Qarqar. Tout cela semble indiquer qu'Achab, et, plus généralement, la dynastie omride, a joui d'une certaine puissance régionale. Ceci pourrait expliquer pourquoi, alors que son père avait affronté le royaume du Nord, un roi pieux a pu s'allier avec une dynastie idolâtre[réf. souhaitée].
Le tombeau dit « grotte de Josaphat » situé dans la vallée du Cédron à Jérusalem n'est qu'une attribution tardive à ce roi biblique. Il date en réalité de la période du Second Temple.

## Chronologie
Comme de nombreuses dates concernant les personnages bibliques de cette époque, celles-ci sont approximatives, et peuvent faire l'objet de débats entre exégètes.
Josaphat a régné au cours du IXe siècle av. J.-C. Selon les exégètes, il aurait régné de -873 à -849 (Albright), de -872 à -848 (Thiele), ou de -870 à -846 (Galil). Selon Thiele, de -872 à -870, Josaphat règne avec son père Asa durant la maladie de ce dernier, et de -853 à -848, il règne avec son fils Joram. Galil réfute la première corégence, et date la deuxième de -851 à -846.